# Wes Brown
Wesley "Wes" Michael Brown (Manchester, 13 de outubro de 1979) é um ex-futebolista inglês que atuava como zagueiro e lateral-direito.
Revelado pelo Manchester United, ficou na equipe por 15 anos, até Julho de 2011, aonde se transferiu para o Sunderland.

## Títulos
Manchester United
- Campeonato Inglês: 1998–99, 1999–00, 2000–01, 2002–03, 2006–07, 2007–08, 2008–09 e 2010–11.
- Copa da Inglaterra: 1998–99 e 2003–04
- Copa da Liga Inglesa: 2005–06, 2008–09 e 2009–10.
- Supercopa da Inglaterra: 2003, 2007, 2008 e 2010.
- Liga dos Campeões da UEFA: 1998–99, 2007–08.
- Mundial Interclubes 99 e 08